# Elizabeth Langdon Williams
Elizabeth Langdon Williams (Putnam, Connecticut, 8 de febrero de 1879-Enfield, New Hampshire, 1981) fue una calculadora humana y astrónoma estadounidense cuyo trabajo ayudó a conducir al descubrimiento de Plutón, o Planeta X.

## Vida personal y educación
Elizabeth Langdon Williams nació el 8 de febrero de 1879 en Putnam, hija de Elizabeth Brigham y Louis M. Williams. Fue la melliza de Robert Longfellow Williams y la hermana mayor de Henry Trumbell Williams y Ursula Louise Williams. Se graduó del Instituto de Tecnología de Massachusetts - MIT con una licenciatura en física en 1903 como una de las primeras mujeres en graduarse, y fue la primera mujer en desempeñar un papel de honor durante la graduación. Leyó parte de su tesis, Un estudio analítico de la superficie de las olas de Fresnel en la ceremonia, y se dijo que impresionó ampliamente a todos los asistentes. Fue la mejor de su clase y se dice que era ambidiestra, que escribía en cursiva con la mano derecha y en imprenta con la mano izquierda. En 1922, se casó con George Hall Hamilton, otro astrónomo que nació en Londres el 30 de junio de 1884 y se educó en Cambridge. Trabajó en el Observatorio Lowell en Flagstaff, Arizona, donde conoció a Williams, de 1917 a 1922.

## Trabajo profesional
Fue contratada por Percival Lowell en 1905 para trabajar en su oficina de State Street en Boston. Inicialmente editó publicaciones para Lowell hasta que le pidieron que fuera una computadora humana para su investigación sobre el Planeta X que comenzó en 1910.

### Planeta X
Lowell planteó la hipótesis de que un propuesto Planeta X afectaba las órbitas de los planetas conocidos Neptuno y Urano.
El papel de Williams en el proyecto Planet X fue el de jefa de la computadora humana, realizando cálculos matemáticos sobre dónde debía buscar Lowell un objeto desconocido y su tamaño basándose en las diferencias en las órbitas de Neptuno y Urano. Sus cálculos permitieron predecir la ubicación del planeta desconocido, pero Lowell murió en 1916 y el proyecto se interrumpió. Sin embargo, a finales de la década de 1920, se reanudó el proyecto y se contrató a Clyde Tombaugh para dirigirlo. Tombaugh usó las predicciones de Lowell (basadas en los cálculos de Williams) para localizar una imagen en una región del cielo fotografiada en 1915 que identificó como un nuevo planeta llamado Plutón en 1930.
Williams continuó trabajando en cálculos y manejó la correspondencia en el Observatorio Lowell tras la muerte de este y se mudó de Boston al observatorio en Flagstaff en 1919. Luego, junto con Hamilton fueron despedidos de sus puestos en el observatorio por la viuda de Percival Lowell, Constance, por considerar inapropiado emplear a una mujer casada. Posteriormente, el matrimonio fue contratado en el observatorio en Mandeville, Jamaica, dirigido por el Observatorio del Harvard College, donde trabajaron juntos.

## Últimos años
En 1935, George Hall Hamilton murió. Ya viuda, se retiró del observatorio en Mandeville y se mudó a Lebanon, New Hampshire con su hermana menor, Louise Ring, donde dirigieron "Peaceful Acres", una casa de retiro de verano. Murió en 1981 en Enfield, New Hampshire, a la edad de ciento un años.